# Les Deux Papes
Pour plus de détails, voir Fiche technique et Distribution.
Les Deux Papes (en anglais : The Two Popes) est un film britannico-italo-américano-argentin réalisé par Fernando Meirelles, sorti en 2019. Écrit par Anthony McCarten, le scénario s'inspire de sa pièce de théâtre The Pope (2017). Le film réunit à l'écran Anthony Hopkins et Jonathan Pryce, qui incarnent respectivement le pape Benoît XVI et le cardinal Jorge Mario Bergoglio, futur pape François.
Le film est présenté dans plusieurs festivals, comme Telluride et Toronto, avant une diffusion mondiale sur Netflix. Le film vaut une nomination dans la catégorie de l'Oscar du meilleur acteur à Jonathan Pryce, ainsi qu'une nomination pour l'Oscar du meilleur acteur dans un second rôle à Anthony Hopkins et une nomination pour l’Oscar du meilleur scénario adapté pour Anthony McCarten, lors de la 92e cérémonie des Oscars.

## Synopsis
Frustré par la direction de l'Église catholique, le cardinal argentin Bergoglio demande en 2012 au pape Benoît XVI la permission de démissionner. Il compte prendre sa retraite loin de l'agitation de la curie, tout en continuant à servir l'Église en tant que prêtre local. Au lieu de cela, Benoît XVI convoque son plus sévère critique et futur successeur à Rome afin de lui révéler son intention de quitter ses fonctions. Derrière les murs du Vatican, les deux hommes confrontent leurs valeurs et visions du monde afin de trouver un terrain d'entente pour plus d'un milliard de fidèles dans le monde.

## Fiche technique
- Titre original : The Two Popes
- Titre français : Les Deux Papes
- Réalisation : Fernando Meirelles
- Scénario : Anthony McCarten, d'après la pièce de théâtre The Pope
- Productrice : Tracey Seaward
- Producteur délégué : Mark Bauch
- Direction artistique : Saverio Sammali
- Décors : Livia Del Priore et Véronique Mélery
- Costumes : Luca Canfora et Beatriz Di Benedetto
- Photographie : Cesar Charlone
- Montage : Fernando Stutz
- Musique : Bryce Dessner
- Pays d'origine : Royaume-Uni, Italie, Argentine, États-Unis
- Genre : comédie dramatique, biographique
- Durée : 125 minutes
- Langue originale : anglais
- Dates de sortie[3] :
  - États-Unis : 31 août 2019
  - Monde : 20 décembre 2019 (sur Netflix)

## Distribution
- Jonathan Pryce (VF : Jean-Luc Kayser) : le cardinal Jorge Mario Bergoglio, futur pape François
  - Juan Minujín : Jorge Mario Bergoglio, jeune
- Anthony Hopkins (VF : Jean-Pierre Moulin) : le pape Benoît XVI
- Luis Gnecco : le cardinal Cláudio Hummes
- Sidney Cole : le cardinal Peter Turkson
- Willie Jonah : le cardinal Francis Arinze
- Achille Brugnini : le cardinal Carlo Maria Martini
- Federico Torre : le cardinal Jorge Medina Estévez
- Lisandro Fiks : le père Franz Jalics
- Josello Bella : l'amiral Emilio Eduardo Massera
- Emma Bonino : elle-même
- Germán de Silva : le père Orlando Yorio
- Maria Ucedo : Esther Ballestrino
- Thomas D. Williams : le journaliste américain
- Federico Torre : Medina Estevez
- Pablo Trimarchi : militaire

## Production

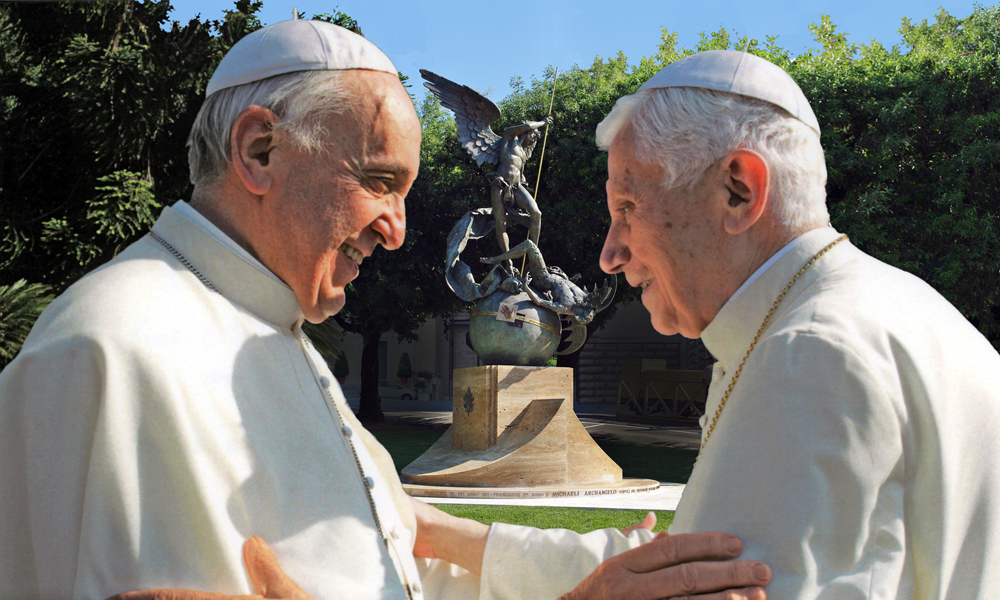
Le pape François et son prédécesseur Benoît XVI, en 2013. Leur relation constitue le sujet d'intrigue du film.

Le 6 septembre 2017, l'entreprise Netflix fait savoir qu'elle produira le film, dirigé par Fernando Meirelles et écrit par Anthony McCarten. Anthony Hopkins et Jonathan Pryce sont annoncés à la distribution. Le tournage débute en novembre suivant en Argentine. En avril 2018, l'équipe de tournage s'installe à Rome. Le 31 août 2019, le film sort au cinéma. Il est disponible en ligne via Netflix à partir du 20 décembre suivant.

### Tournage
Le film n’a pas pu être tourné au Vatican, les autorités ayant refusé d’accorder l’autorisation de filmer dans la chapelle Sixtine. Pour contourner cette contrainte, l’équipe de production entreprend alors de recréer une réplique fidèle de la chapelle dans les studios Cinecittà à Rome. Cette reproduction, légèrement plus grande que l’originale, est réalisée en dix semaines.
Afin de reproduire les fresques de Michel-Ange, notamment Le Jugement dernier, les décorateurs utilisent une technique de transfert d'images sur plâtre, similaire à des décalcomanies, à partir de photographies haute définition prises lors de restaurations précédentes. Le plafond, impossible à construire en studio, a été ajouté numériquement en post-production. D'autres lieux emblématiques, tels que la chambre des larmes, sont recréés avec précision. Le résultat a permis de restituer l’atmosphère du Vatican avec un réalisme saisissant, malgré l’impossibilité de tourner sur place.

## Distinctions

### Nominations
- Golden Globes 2020 : 
  - Meilleur film dramatique
  - Meilleur acteur dans un film dramatique pour Jonathan Pryce
  - Meilleur acteur dans un second rôle pour Anthony Hopkins
  - Meilleur scénario
- Oscars 2020 : 
  - Meilleur acteur pour Jonathan Pryce
  - Meilleur acteur dans un second rôle pour Anthony Hopkins
  - Meilleur scénario adapté
- BAFA 2020 : 
  - Meilleur film britannique
  - Meilleur acteur pour Jonathan Pryce
  - Meilleur acteur dans un second rôle pour Anthony Hopkins
  - Meilleur scénario adapté
  - Meilleur casting pour Nina Gold

## Critiques
Le film ne recense pas beaucoup de critiques de la part de la presse mais obtient tout de même la note de 3,8/5 sur Allociné.
L'Obs trouve le film réussi : « Extraordinaire sujet de film, mission impossible et pourtant réussie. ».
Ecran Large est du même avis et trouve le long métrage intéressant : « Alourdi par ses flashbacks et timoré quand il questionne les fautes de l'Eglise, le film de Fernando Meirelles n'en demeure pas moins une belle joute oratoire servie par deux fantastiques comédiens. ».
Si La Croix regrette « un flou dommageable entre fiction et réalité », que le journal assimile à un manque de rigueur sur le fond, il reconnaît de vraies qualités esthétiques et narratives au film, qui propose « un dialogue humain et théologique bien plus passionnant qu’il n’y paraît, servi par le jeu de grande qualité des acteurs. »
L'évêque américain Robert Barron, dans un billet intitulé « The One Pope », regrette le personnage trop caricatural du pape Benoît XVI donné dans le film : ambitieux et carriériste alors même qu'il avait posé plusieurs fois sa démission à Jean-Paul II, colérique alors qu'il était doux ; perdu spirituellement alors que sa lucidité de théologien est restée intacte jusqu'au bout. Selon lui, la partie du film la moins vraisemblable est celle où Benoît XVI cesse d'entendre la voix de Dieu et, plutôt que de cacher cette vacuité sous plus de rigidité, comme le voudrait sa psychologie conservatrice, il avoue désormais se fier à la parole de Bergoglio comme relais de la voix de Dieu.